# ストアコンピューター
ストアコンピューター(ストコン)は、POSシステムなどを構成するコンピュータの一つで、店舗舗内の情報を集約・管理し、中央システムと通信するためのもの。
コンビニエンスストアなどの店舗内に設置されたコンピューター。POSシステムと連動し、販売情報を管理できるほか、本社のコンピューターシステムと情報が共有される。

## 別称
新規出店予定地や既存店の立地地域などについて、自社店舗と同業の競合店や異業種の繁盛店などを比較調査することを「ストアコンパリゾン」と言うが、これを略してストコンと呼ぶ場合がある。

## 用途
店舗内の事務室やバックヤードなどに設置され、店頭で使用されるキャッシュレジスタ（POSレジ）やハンディターミナルなどと通信する。店内の商品の品目や価格、在庫、発注、廃棄・返品、販売履歴、入出金などの情報を記録する。